# ゲオルゲ・ミハイル
ゲオルゲ・ミハイル（Gheorghe Mihail；1887年 - 1982年）は、ルーマニアの軍人。上級大将。

## 経歴
第一次世界大戦に従軍。1933年～1937年、参謀本部情報班長を務め、ルーマニアの軍事諜報を指導した。1937年～1938年、王国大本営部長。1939年～1940年、国防省書記官。1940年、ルーマニア軍参謀総長となったが、イオン・アントネスクと意見が対立し、退役させられた。軍内で大きな権威を有し、最も影響力のある反アントネスク派の軍人だった。
アントネスク体制打倒後、1944年8月23日、参謀総長となったが、ルーマニアの対独参戦後、同年9月15日に解任。1944年～1945年、歩兵総監。
1948年に逮捕され、禁固12年を言い渡される。1957年、釈放。